# 宮崎東映劇場
宮崎東映劇場（みやざきとうえいげきじょう）は、かつて宮崎県宮崎市中央通3丁目にあった東映系列の映画館。東映の子会社である九州東映事業が運営していた。1951年（昭和26年）7月に開館し、1993年（平成5年）に移転。1999年（平成11年）1月17日に閉館した。
閉館後の2代目施設跡地に入居していた「宮崎マジソン・シアター」（みやざきマジソン・シアター、「マジソン劇場」とも）についても本項で述べる。

## データ
| 代    | 所在地 （宮崎県宮崎市）           | 現況                           | 備考                            |
| ----- | --------------------------------- | ------------------------------ | ------------------------------- |
| 初代  | 中央通6丁目2番地                  | ウエストビルⅠ （商業施設ビル） | 開館当時の住所は黒迫町1丁目55。 |
| 2代目 | 中央通3丁目47 中めがね東洋ビル4階 |                                | 観客定員数：180人。             |

## 沿革

### 宮崎東映劇場
1951年（昭和26年）7月、宮崎市黒迫町1丁目55番地に「宮崎劇場」として設立・開業したのが最初で、1954年頃に東映の直営館となり、宮崎東映劇場と改称する。全国の映画館数がピークに達した1960年（昭和35年）当時、宮崎県内には104の映画館が存在しており、そのうち東映の名を冠した劇場は当館の他、延岡市の桜園東映、日向市の日向東映、都城市の都城東映、小林市の小林東映、日南市の日南東映、串間市の串間東映、西都市の西都東映の計8館であった。

だが15年後の1975年（昭和50年）になると、宮崎県の映画館は九州7県で最も少ない30館に減少。その後1978年（昭和53年）に改装を行い、別館として中央通6丁目10番地に宮崎ロマン東映を新設。ロマン東映はその後東映パラスを経て宮崎ロマンとなり、成人映画の上映館へと移行する。
1993年（平成5年）、宮崎東映劇場は約42年間所在していた場所での営業を終え（跡地には商業施設ビル「ウエストビルⅠ」が立地している）、中央通3丁目の東洋ビル4階に移り、180席の映画館として再出発した。同市に本店を置く「中めがね店」が所有する東洋ビルには当館の他、松竹洋画系の宮崎ピカデリーとミニシアターの宮崎シネサロンも入居していた。
しかし観客数の低迷による経営難を理由に、移転から6年後の1999年（平成11年）1月17日付で東映直営館としては閉館。当時の支配人は異例の若さで抜擢されていた青松俊哉で、2001年（平成13年）にオープンした宮崎キネマ館の3代目支配人を務めていた。

### 宮崎マジソン・シアター
1999年（平成11年）1月23日、マジソン・エンターテイメントが経営を引き継ぎ、「宮崎マジソン・シアター」として再オープン。観客定員数も159席に減り、松竹系・東宝系を問わず新作を上映していたが、2005年（平成17年）にシネマコンプレックスのセントラルシネマ宮崎がオープンすると観客数が徐々に減少し、翌2006年（平成18年）にマジソン・シアターは閉館。残ったピカデリーとシネサロンも2007年（平成19年）12月21日をもって営業を終えた。
ピカデリーとシネサロンがあった東洋ビル5階の跡地はライブハウス「宮崎Floor／floor R」となり残存しているが、移転後の宮崎東映→マジソン・シアターがあった同ビル4階は令和改元後の2022年（令和4年）時点においても空きテナントの状況が続いている。